# Ce n'est pas un film de cow-boys
Pour plus de détails, voir Fiche technique et Distribution.
Ce n'est pas un film de cow-boys est un court métrage français coécrit et réalisé par Benjamin Parent, sorti en 2012.
Lancé à la Semaine de la critique, il a remporté la Queer Palm du court métrage au Festival de Cannes 2012, et a été nommé au César du meilleur court métrage.

## Synopsis
Le Secret de Brokeback Mountain est passé hier soir à la télé. Vincent l’a regardé et ça l'a bouleversé. Il profite de la récréation et de l'intimité des toilettes du collège pour raconter de manière touchante et naïve le film à Moussa, son meilleur ami. De l’autre côté du mur, dans les toilettes des filles, Jessica, elle aussi très affectée, en profite pour poser pas mal de questions sur les deux papas homosexuels de Nadia, le tout avec beaucoup de maladresse.

## Fiche technique
- Titre : Ce n'est pas un film de cow-boys
- Titre international : It's Not a Cowboy Movie
- Réalisation : Benjamin Parent
- Scénario : Benjamin Parent et Joris Morio
- Photographie : Nicolas Loir
- Montage : Beatrice Herminie
- Production : David Frenkel et Arno Moria
- Sociétés de production : Synecdoche, Canal+, Centre national du cinéma et Fonds Images de la diversité
- Pays d'origine :  France
- Langue : français
- Genre : drame
- Durée : 12 minutes
- Dates de sortie :
  - France : 21 mai 2012 (Festival de Cannes 2012)

## Distribution
- Leïla Choukri : Vanessa
- Garance Marillier : Nadia
- Finnegan Oldfield : Vincent
- Malivaï Yakou : Moussa
- Damien Gomes

## Accueil
Le film est bien accueilli par la critique lors de sa présentation à la Semaine de la critique durant le Festival de Cannes 2012.

### Controverse
De la même façon que Tomboy en 2013 attaqué par Civitas, le film est remis en cause par les membres de La Manif pour tous à l'occasion de la présentation au festival du film d'éducation des Pays de la Loire en novembre 2014,.

## Distinctions

### Récompenses
- Festival de Cannes 2012 : Queer Palm du court métrage (section Semaine de la critique)
- Festival international du film de Melbourne 2012 : Grand Prix du court métrage
- Festival du film de Sarlat 2012 : meilleur court métrage
- Festival international du film de Varsovie 2012 : meilleur court métrage

- Festival international du court métrage de Clermont-Ferrand 2013  : prix d'interprétation pour Finnegan Oldfield[4]

- Lutins du court métrage 2014 : meilleur film
- Festival Paris Courts Devant 2012 : Prix du Jury jeune et Prix Beaumarchais SACD
- Festival de la Ciotat 2012 : Grand prix du court métrage
- Festival Queer de Lisbonne 2012 : Prix du public du Meilleur Court Métrage
- Festival de Grenoble 2012 : Prix d'aide à la création.
- Festival de St Jean de Luz 2012 : Prix du jury
- Festival du cinéma européen Ciné Essonne 2013 : Prix des Collégiens
- Festival Gay & Lesbien de St Etienne (Face à Face) 2012 : Prix du Public

### Nominations
- César du cinéma 2013 : meilleur court métrage
- Festival du film d'éducation 2014